# Shin
Shin（シン）は、北海道札幌市在住のキーボーディスト、作曲家、編曲家、トラックメイカー、音楽プロデューサーである。血液型はO型。

## 略歴
国内外のアーティストへの楽曲提供、編曲、ステージサポート、レコーディングワーク、リミックス等、幅広く活動を行っている。ローズ・ピアノを軸に演奏、トラックメイクしていくスタイルのキーボーディストである。
作曲・編曲
ALBNOTE
- LATIN TRIP
- PASSWORD feat. RUCO
- ALLEGRO ARIOSO（Strings Edit）
- ORGASM BEAT feat. ELIANA
- RELISH OF SHINE
- 情熱 feat. 為岡そのみ
- SOUL CELEBRATION feat. ELIANA
- FUNK STREAM
- IN A PERFECT WORLD feat. アンジェラ・ジョンソン

リミックス
- GTS Through The Fire
- AAA
  - Get チュー!
  - SHEの事実
  - 唇からロマンチカ
- マイケル・ジャクソン
  - ブラック・オア・ホワイト
  - スリラー
- マライア・キャリー　恋人たちのクリスマス
- YOSHIKA（SOULHEAD） MY ANTHEM

劇中曲
- ロックメン（戸次重幸代表） アルプス

CM
- 日本マクドナルド I'm lovin' it 編曲
- 住友不動産
- 日産・シーマイメージ監修

放送等
- 東京FM
  - ドライバーズインフォ使用 Latin Trip
  - TOKYO FM NEWS使用 Relish of shine

ステージサポート等
- ミズノマリ（Paris match）
- Zooco（エスカレーターズ）
- 村上てつや（ゴスペラーズ）
- ゴスペラーズ
- Skoop on somebody
- 樋口了一
- Jaye公山
- orange pekoe
- SDJ
- 池田聡
- 青山ハルヒロ
- 福原美穂
- 小坂忠
- 林立夫
- 加藤哉子

共演等
- 小野リサ
- ムッシュかまやつ
- J.B.'s

現在参加中のバンド・ユニット等
- ALBNOTE
- CEPS

過去に参加していたバンド・ユニット等
- ロミオマシーン
- キャプテンマッシーン